# Сантьяго Годой
Сантьяго Леандро Годой (ісп. Santiago Leandro Godoy; нар. 4 лютого 2001, Авельянеда) — аргентинський футболіст, нападник болгарського клубу «Берое».

## Клубна кар'єра
Сантьяго вихованець юнацьких команд «Бока Хуніорс», «Берасатегі» та «Расінг» (Авельянеда). Дорослу футбольну кар'єру розпочав 2020 року в основній команді того ж клубу, в якій провів три сезони, взявши участь у 4 матчах чемпіонату,
6 січня 2022 року Годой на правах оренди перейшов до аргентинського клубу «Чакаріта Хуніорс».
12 січня 2023 року, Сантьяго також на правах оренди перейшов до португальскої команди «Торреенсі».
У липні 2023 року богарська команда «Берое» оголосила про підписання з аргентинцем контракту.
У 2024 році на правах оренди відіграв десять матчів за аргентинський клуб «Дефенса і Хустісія».

## Титули і досягнення
- Найкращий бомбардир чемпіонату Болгарії з футболу (1): 2024-25[7]